# Kathy Hilton
Kathleen Elizabeth Hilton (født Avanzino; født 13. marts 1959), er en amerikansk skuespiller og designer.
Hun er mor til Paris Hilton og Nicky Hilton og halvsøster til skuespillerne Kim Richards og Kyle Richards. Siden 1979 har hun været gift med Richard Hilton.
Hilton har medvirket i flere komedieserier mellem 1968 frem til hun afsluttede sin karriere i 1979. Blandt andet medvirkede hun i "Nanny and the Professor", Bewitched, Family Affair, Happy Days og The Rockford Files.
Siden 2012 arbejder hun som designer med sin egen kollektion Kathy Hilton Collection af klæder til finere fester. Hun har også tidligere haft sin egen dokusoap I Want to Be a Hilton  på NBC . Hun har ogå medvirket i The World According to Paris og The Real Housewives of Beverley Hills.

## Eksterne kilder og henvisninger
1. ↑  "Kim Richards' gold-digging mom forced her to 'perform' for her male friends". Mail Online. 29. april 2015. Hentet 20. april 2016.
2. ↑  Los Angeles Times (9. december 2012). "Special occasion calls for a twist with Kathy Hilton". latimes.com. Hentet 20. april 2016.

- Wikimedia Commons har flere filer relateret til Kathy Hilton
- Kathy Hilton på Internet Movie Database (engelsk)
- Kathy Hilton på AlloCiné (fransk)
- Kathy Hilton på Rotten Tomatoes (engelsk)
- Kathy Hilton på The Movie Database (engelsk)